# Liocranum freibergi
Liocranum freibergi är en spindelart som beskrevs av Dmitry Evstratievich Kharitonov 1946. Liocranum freibergi ingår i släktet Liocranum och familjen månspindlar.
Artens utbredningsområde är Uzbekistan. Inga underarter finns listade i Catalogue of Life.